# Église Notre-Dame de Parsac
Pour les articles homonymes, voir Église Notre-Dame.
L'église Notre-Dame de Parsac est une église catholique du XIe siècle située dans la commune de Montagne, dans le département de la Gironde, en France.

## Localisation
L'église se situe au sommet d'un rocher, dominant la Barbanne et le hameau de Parsac, sur la route départementale D130.

## Historique
L'église, qui date des XIe  et  XIIe siècles, est construite en style roman. Les renseignements historiques sont peu nombreux.

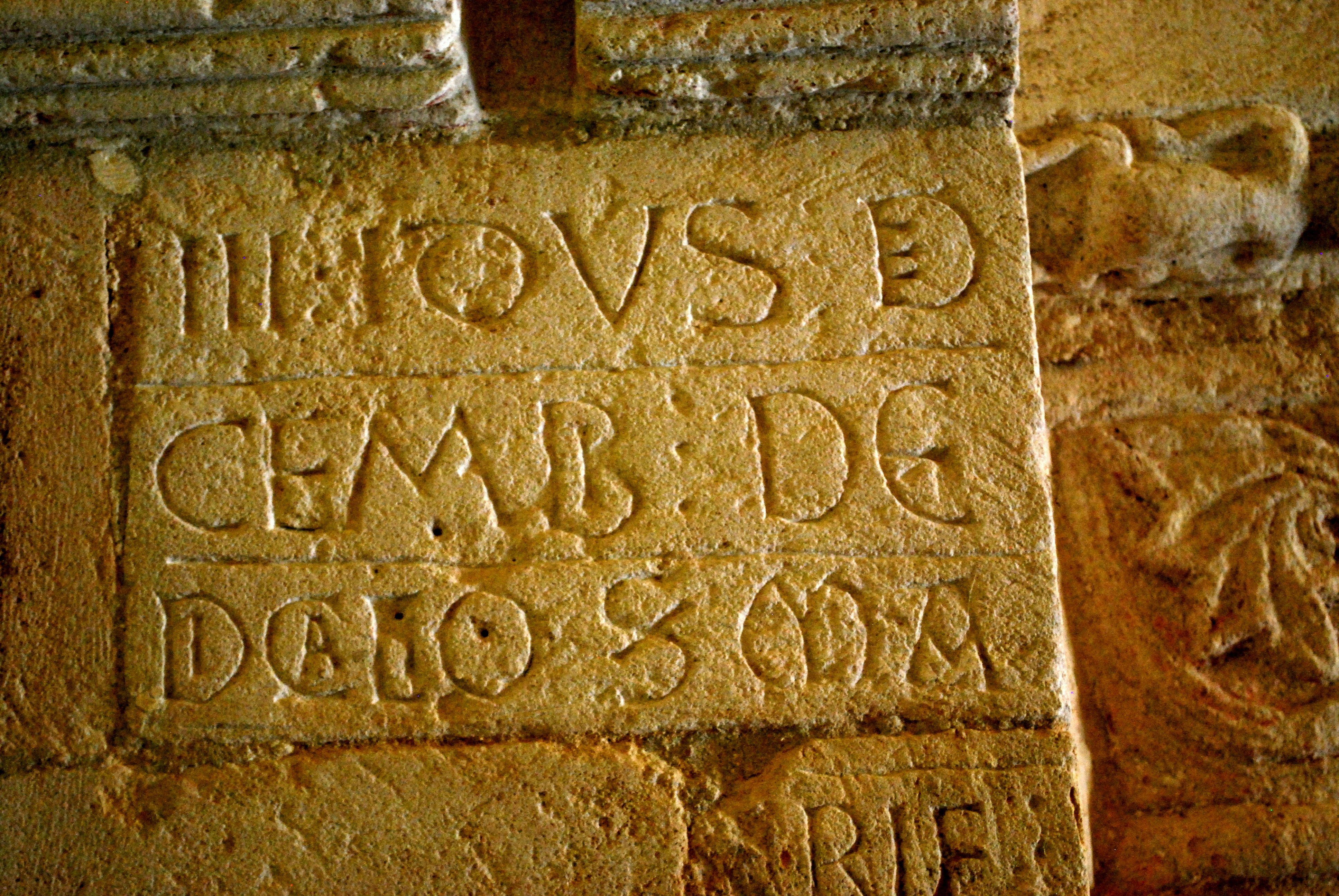
Pierre de consécration

Elle est dédiée à Notre Dame, au vu de la dédicace présente sur la face intérieure du pilier sud de l’arc triomphal. Les « chapelains » de Parsac sont cités en 1364 et l’église est citée sur la liste des paroisses de l’archiprêtré d’Entre-Dordogne en 1398. Le chapitre de Saint-Émilion était collateur et jusqu'en 1770 il percevait les deux tiers de la dîme, moyennant une pension au curé.
Les visites épiscopales des XVIIe  et  XVIIIe siècles rendent compte de la vétusté de l’église et des travaux à effectuer.
L'église est désaffectée à la suite de la Révolution française et sa réouverture au culte se fait à une date incertaine.
En 1869, l'église de Parsac devient la succursale de Saint-Genès-de-Castillon, puis annexe de Puisseguin en 1877. La commune de Parsac n’existe plus aujourd’hui, elle est rattachée en 1973 à la commune de Montagne.
L'église a été classée au titre des monuments historiques par arrêté du 13 février 2002.

## Description de l'église

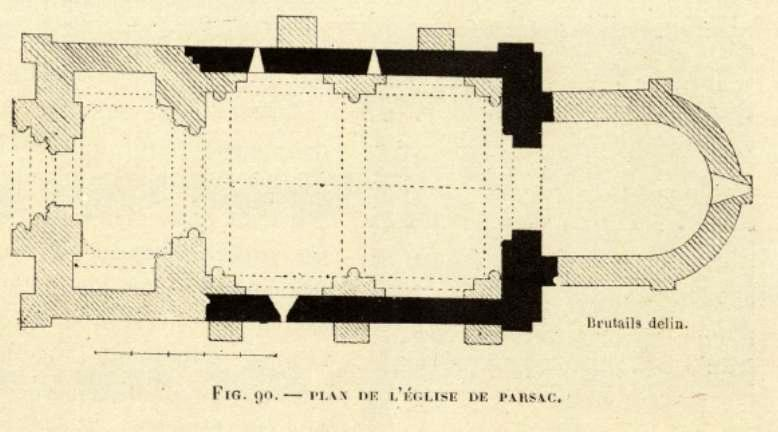
Plan de l'église

L'édifice est de plan simple. La nef, (15 m x 4,30 m), est divisée en trois travées voûtées. Celle présente sous le clocher porte une coupole ovoïde. Les deux autres reçoivent une voûte en berceau brisée.
Le mur oriental de la nef est percé par un arc diaphragme à double rouleau, qui permet de communiquer avec l’abside en hémicycle, voûtée en cul-de-four, unie à l’extérieur, à sept pans avec arcatures sur colonnes.
Le bâtiment fut édifiée en trois étapes distinctes, mais consécutives.
- L’église du XIe siècle, à nef unique, charpentée et au chevet voûté, n’était pas achevée. L'abside actuelle a remplacé une abside plus ancienne ou peut-être un chevet plat.
- Au début du XIIe siècle la tour à l’ouest de la nef, qui a été prévue pour recevoir une coupole dès le départ, est construite.
- Dans la seconde partie du XIIe siècle la nef, qui à cette période est encore charpentée, est voûtée. On plaque contre les murs gouttereaux à l’intérieur du vaisseau, deux arcs de décharges en plein cintre. Une voûte en berceau brisé est alors lancée sur la nef scandée de trois doubleaux. Les piles élevées pour porter ces voûtes sont coiffées de chapiteaux cubiques. Les murs de la nef ont été exhaussés depuis la corniche inférieure jusqu'à la corniche supérieure.

Sur le plan, on voit que les piles correspondent mal aux fenêtres du côté nord, plus étroites et plus hautes que la fenêtre du côté sud, laquelle est d'apparence moderne. La seule fenêtre ancienne du chevet est percée dans l'axe, à travers un contrefort. Entre l'arc triomphal et le berceau de la nef, la différence de niveau est considérable : on a pratiqué là un large oculus.

## L'extérieur
| - Dessin de E. Piganeau (1876) - Croquis de Léo Drouyn - L'abside |

En 1876, quand E. Piganeau a visité l'église, un grand porche carré de 6 m précédait le portail occidental. Quelques années plus tard, quand Léo Drouyn dessinait l'église, le porche avait disparu. Ce porche protégeait les sculptures du portail, qui depuis son démontage, sont très érodées.

### Le portail
Le portail occidental à ogive est formé de trois arcades en plein-cintre qui retombent de chaque côté sur deux colonnettes. La porte a été remaniée à l'époque gothique, mais les chapiteaux romans, à feuillages ou à personnages, ont été respectés.
| - Le portail |

| - Ébrasure nord - Ébrasure sud |

Les deux chapiteaux externes, vus par Piganeau en 1876, sont ornés de feuillages. Celui du sud a été remplacé. Les deux autres chapiteaux sont historiés.
- Au nord on peut distinguer un animal/démon qui dévore la tête, soit d'un homme, soit un autre animal.
- Au sud, sur l'angle de la corbeille se trouve la tête (martelée) d'un animal bicorporé et un entrelacs sur une face. Le tailloir de ce chapiteau est le seul qui est sculpté. En 1876, Piganeau pouvait distinguer un personnage posé horizontalement, vêtu d'une longue robe, les mains appuyées sur les hanches. Aujourd'hui on ne voit rien (à l'intérieur de l'église, sur les tailloirs de l'arc triomphal, se trouvent deux autres personnages posées horizontalement). Le bandeau qui entoure les chapiteaux est aussi très érodé.

### Le clocher
Un clocher de plan barlong à deux étages s’élève au-dessus de la porte occidentale. Les deux étages sont séparés, sur chaque façade, par une corniche reposant sur des modillons.
| - Façade sud |

| - Coupole du rez-de-chaussée |

L'étage supérieur, en retrait avec l'étage inférieur, possède des ouvertures cintrées sur chaque côté. La face ouest de l'étage inférieur présente, sur son milieu, une large maçonnerie en contrefort, percée d'une baie oblongue. Les faces sud et nord sont aussi garnies de contreforts qui prennent naissance au niveau des voûtes de la nef.
Ce clocher enferme deux coupoles superposées : la coupole du rez-de-chaussée, qui mesure 10,20 m de hauteur sous clef, est montée sur des arcs en plein cintre; elle est allongée du nord au sud, et les pendentifs présentent aux naissances un angle rentrant. La coupole supérieure n'est peut-être pas ancienne, ou bien elle était d'abord sous toit ; ce qui est certain, c'est que le galbe aplati de cette calotte ne répond nullement à ce que nous savons des coupoles apparentes du Moyen Âge.

#### Les modillons du clocher
La corniche de chaque façade du clocher est supportée par des modillons : sept sur la façade ouest ; quatre sur la façade sud ; quatre sur la façade est et quatre sur la façade nord. Ils sont tous assez érodés et certains modillons figurés sont difficiles à identifier. Cependant, il est toujours possible de distinguer des représentations classiques de l'iconographie des modillons romans de la luxure avec : l'homme inverti ; l'homme ithyphallique ; les professions maudites de musicien et d'acrobate ; l'eucharistie sacrilège et les monstres maléfiques.
Les modillons au sommet du clocher sont modernes et sans décoration.
Façade ouest du clocher Les sept modillons sont tous érodés et/ou cassés, mais en les regardant sous tous les angles et en les comparant avec d'autres modillons de la région, on peut les identifier :
| - La façade occidentale |

- No 1 Un homme, en tunique courte avec ceinture, dont la tête est englobée dans la gueule d'un monstre. L'homme tient les commissures de la bête avec ses mains.
- No 2 Un musicien qui joue un psaltérion.
- No 3 Un oiseau rapace, très probablement une sirène-oiseau de la mythologie grecque.
- No 4 Le modillon a été martelé. Il est probable qu'il y avait deux personnages. On voit la tête d'un homme, les pieds griffus d'un monstre et un bras qui enlace l'humain.
- No 5 Un homme qui porte une tunique courte est debout. Il semble tenir un instrument de musique (vièle).
- No 6 Un homme qui tombe, la tête en bas.
- No 7 Un animal (loup ou bovidé) tient un disque circulaire dans sa gueule. Le disque est une hostie et un objet sacré dans la gueule d'une bête est la représentation de l'eucharistie-sacrilège.

| - N°1 - N°2 Joueur de psaltérion - N°3 Sirène-oiseau |

| - N°4 - N°5 Joueur de vièle ? - N°6 La chute de l'homme - N°7 Eucharistie sacrilège |

| - N°1 - N°2 Visage paisible - N°3 Feuille - N°4 Homme paisible |

La face sud du clocher La corniche est supportée par quatre modillons : 
- No 1 est très érodé et indéchiffrable.
- No 2 est une tête humaine « naturelle ». Cet homme, de visage paisible, cheveux légèrement hérissés, bouche entr'ouverte est peut-être un autoportrait d'un des sculpteurs qui a travaillé à la construction de l'église. Cette interprétation a été proposée par l'historien Kenaan-Kedar[4] par rapport à des modillons très semblables dans les Charentes.
- No 3 est une simple feuille de chêne.
- No 4 Un homme debout qui porte une tunique courte. Son visage est paisible ; ses mains sont croisées sur son ventre.

La face nord du clocher La corniche est supportée par six modillons, tous érodés. Deux sont indéchiffrables ; deux sont figurés et deux sont décorés avec un symbole géométrique. 
| - N°1 - N°2 Un - N°3 |

| - N°4 - N°5 - N°6 |

- No 1 modillon indéchiffrable
- No 2 un bâton
- No 3 Homme inverti
- No 4 modillon indéchiffrable
- No 5 Un bloc cubique, percé par des trous carrés pour former un damier.
- No 6 Une bête, probablement un loup, crache des rinceaux de la bouche.

|  |

La façade est du clocher Il y a six modillons qui supportent cette corniche. Un seul est figuré, les autres sont décorés avec de simples formes géométriques et sont peut-être plus modernes. Le modillon figuré, au sud de la corniche, est érodé. Cependant, on peut distinguer un homme, nu et jambes écartées. Il est probablement un homme ithyphallique, un classique dans l'iconographie romane.

### La nef et l'abside
La nef est flanquée, de chaque côté, de trois contreforts à plusieurs retraits. Ils sont régulièrement espacés au sud, irrégulièrement au nord. Sur le mur nord de la nef on peut voir les traces de deux étroites fenêtres romanes qui ont été bouchées.
L'abside est soutenue par trois contreforts simples et éclairée au sud par deux petites fenêtres et à l'est par une baie romane. La corniche de l'abside est sans modillons.

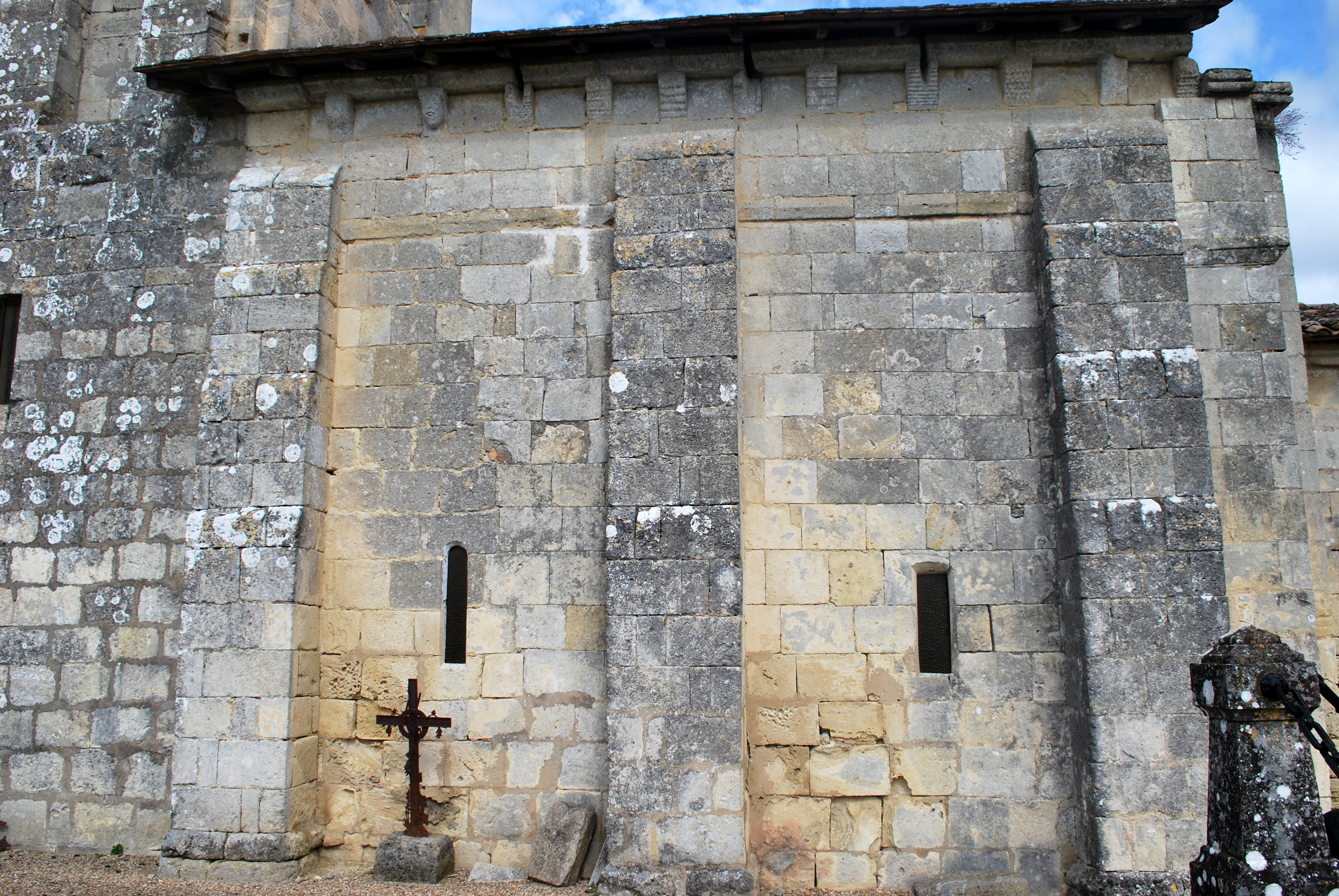
Mur sud de la nef
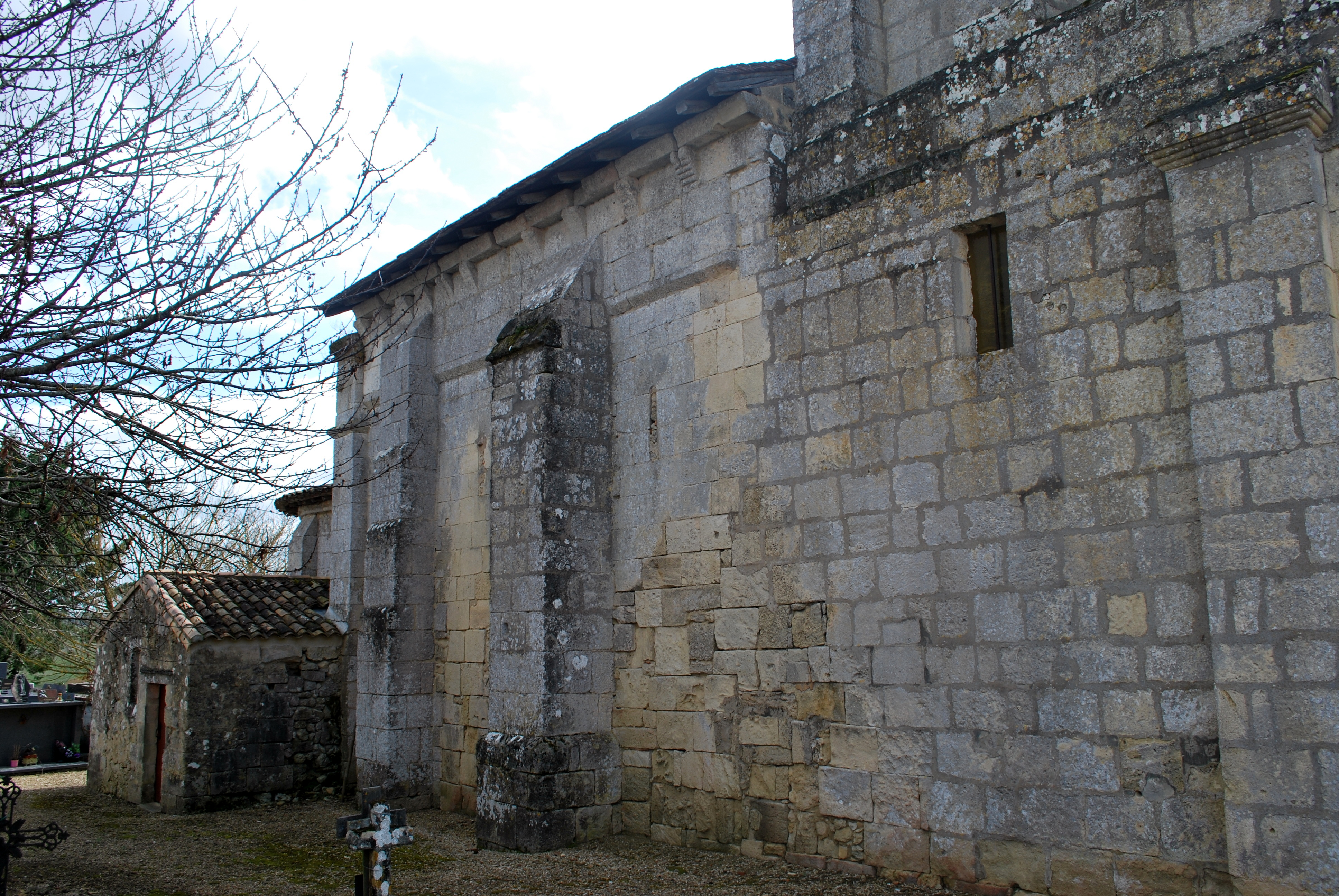
Mur nord de la nef
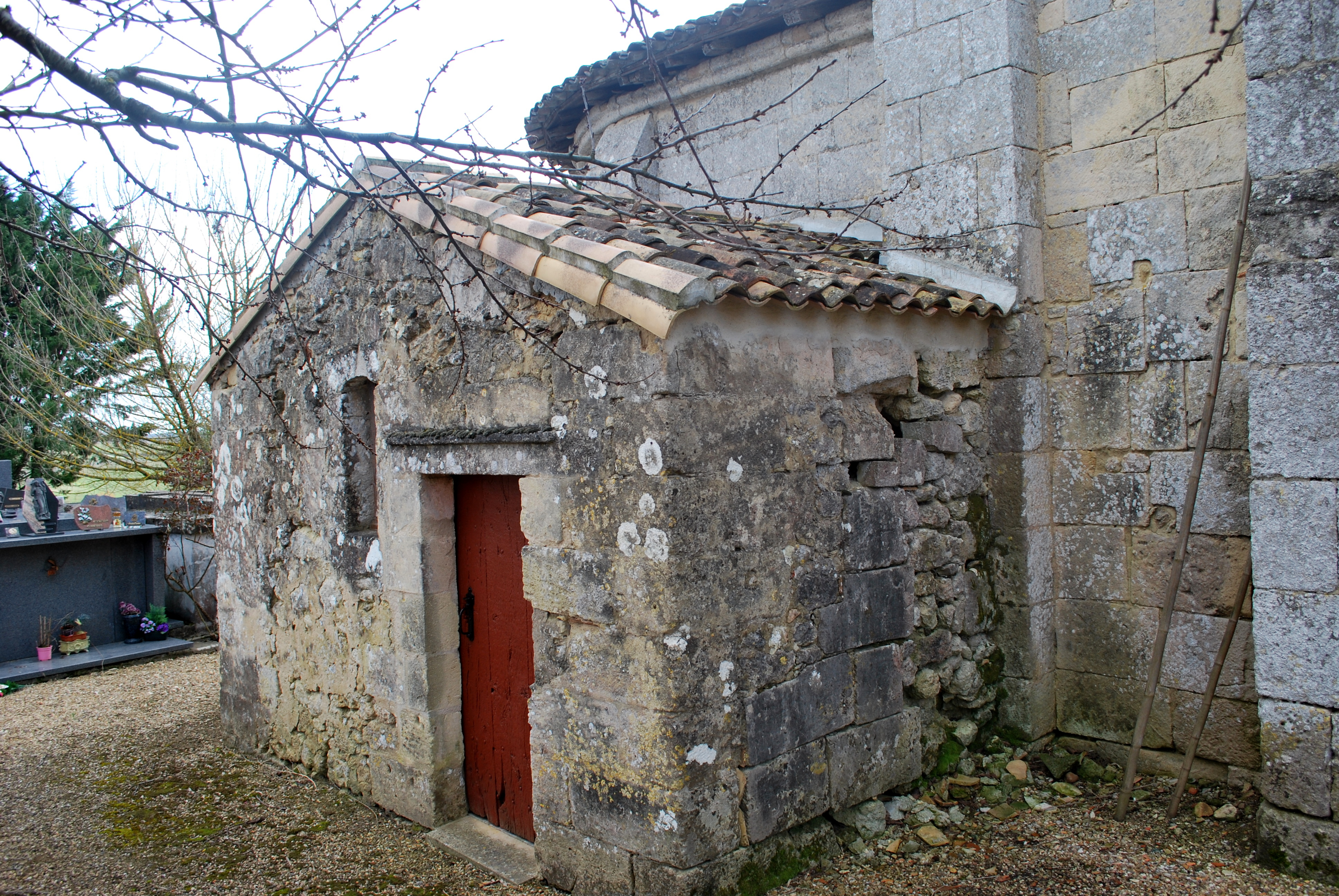
Sacristie
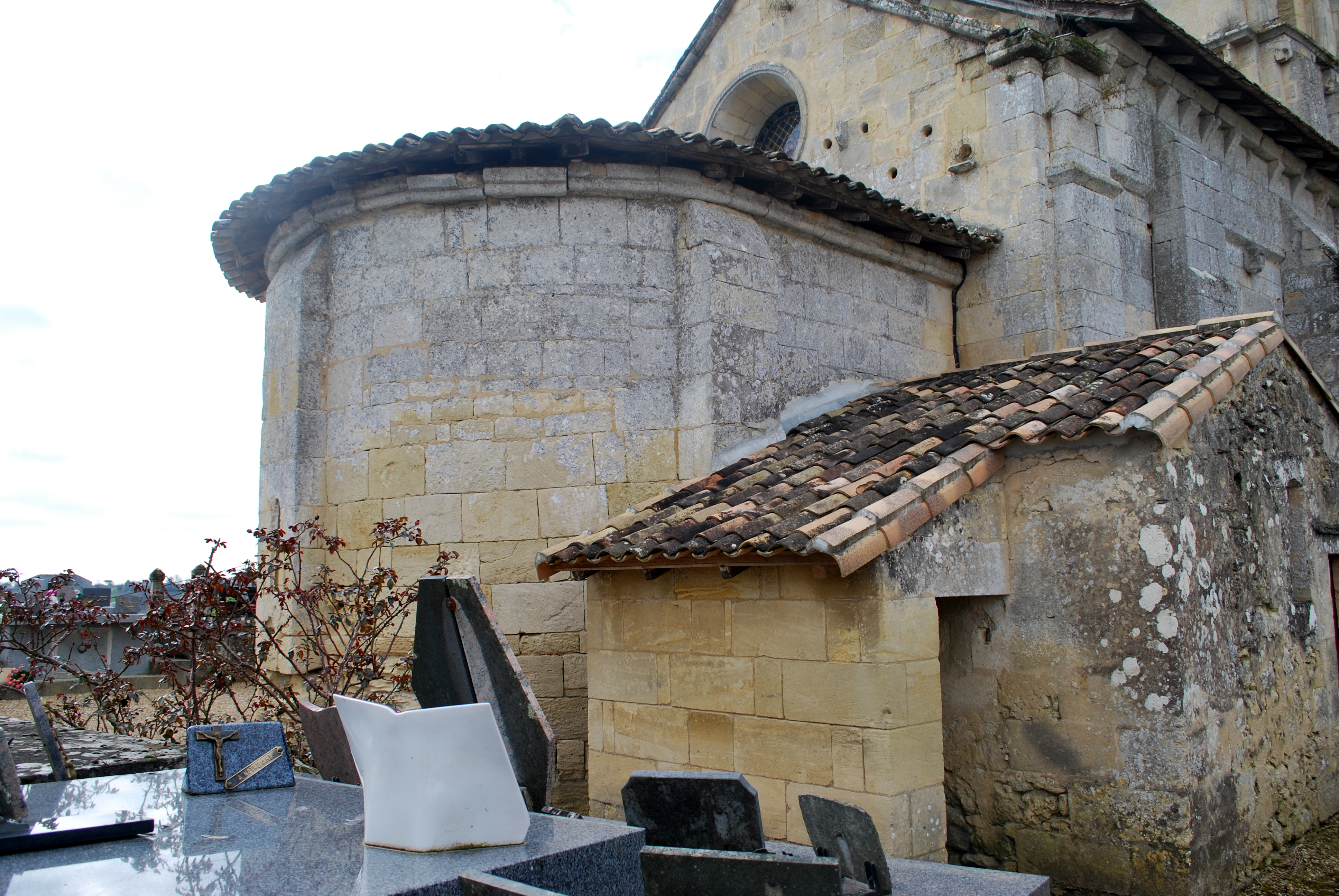
Abside

#### Les modillons de la nef
| - Nef nord - Nef sud |

Il y a un seul modillon sculpté sur le mur nord de la nef. C'est une représentation de la tête d'un animal/démon, dont les yeux et la bouche sont formés par des trous.
Au sommet de la face sud de la nef court une corniche supportée par onze modillons. Le seul qui est figuré est le deuxième à partir de l'ouest. Il représente la tête d'un homme qui tire sa langue, ses cheveux sont hérissés en forme de rayons. Les autres modillons sont des représentations géométriques : bandeaux, billettes, points etc ou sans décoration. Ils sont tous très érodés.

#### Cadrans canoniaux
Sur la façade sud de la nef, se trouvent deux cadrans canoniaux, des cadrans solaires primitifs, utilisés par le clergé pour déterminer les moments de la journée pour pratiquer des actes liturgiques.

Les deux cadrans canoniaux
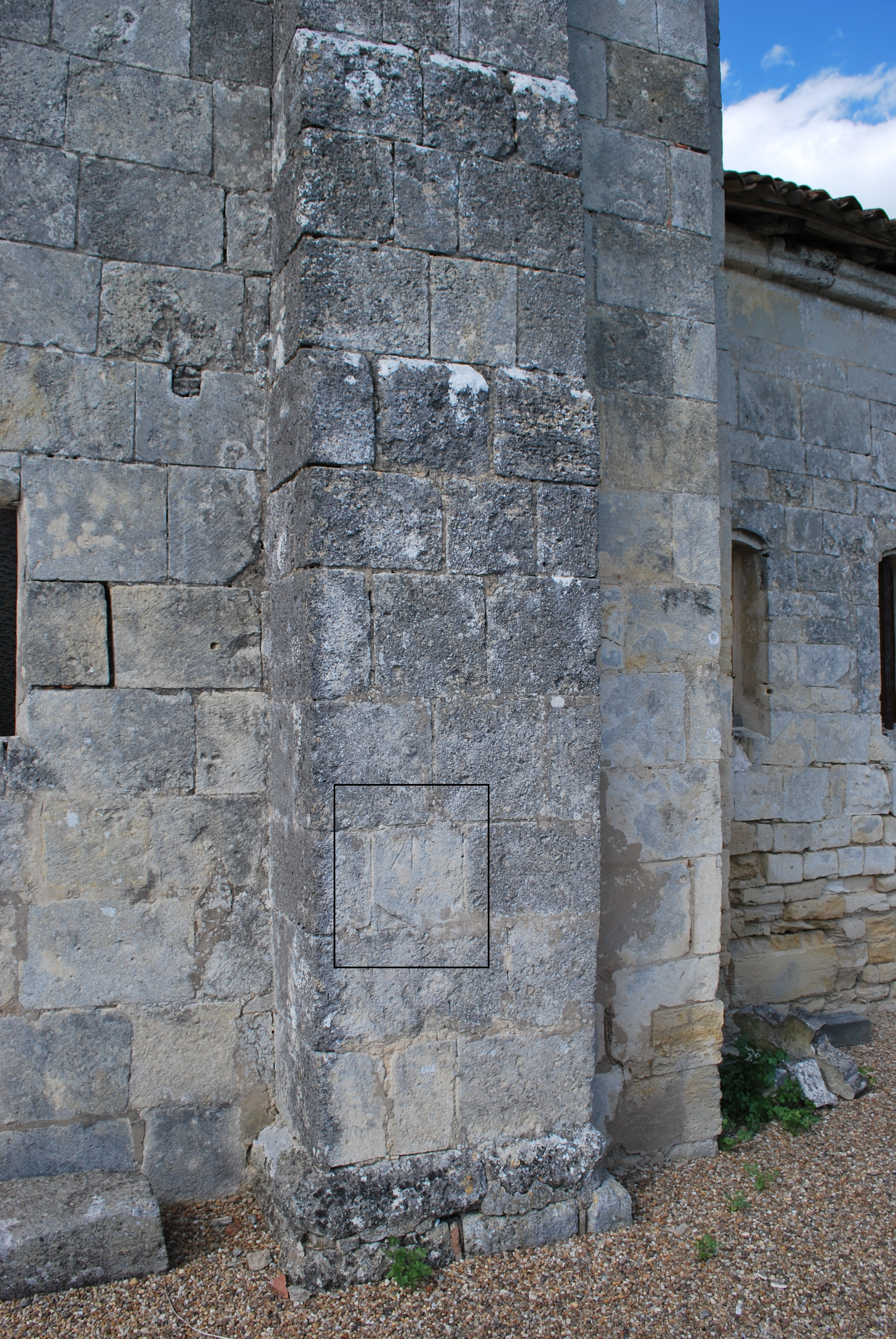
Emplacement cadran A
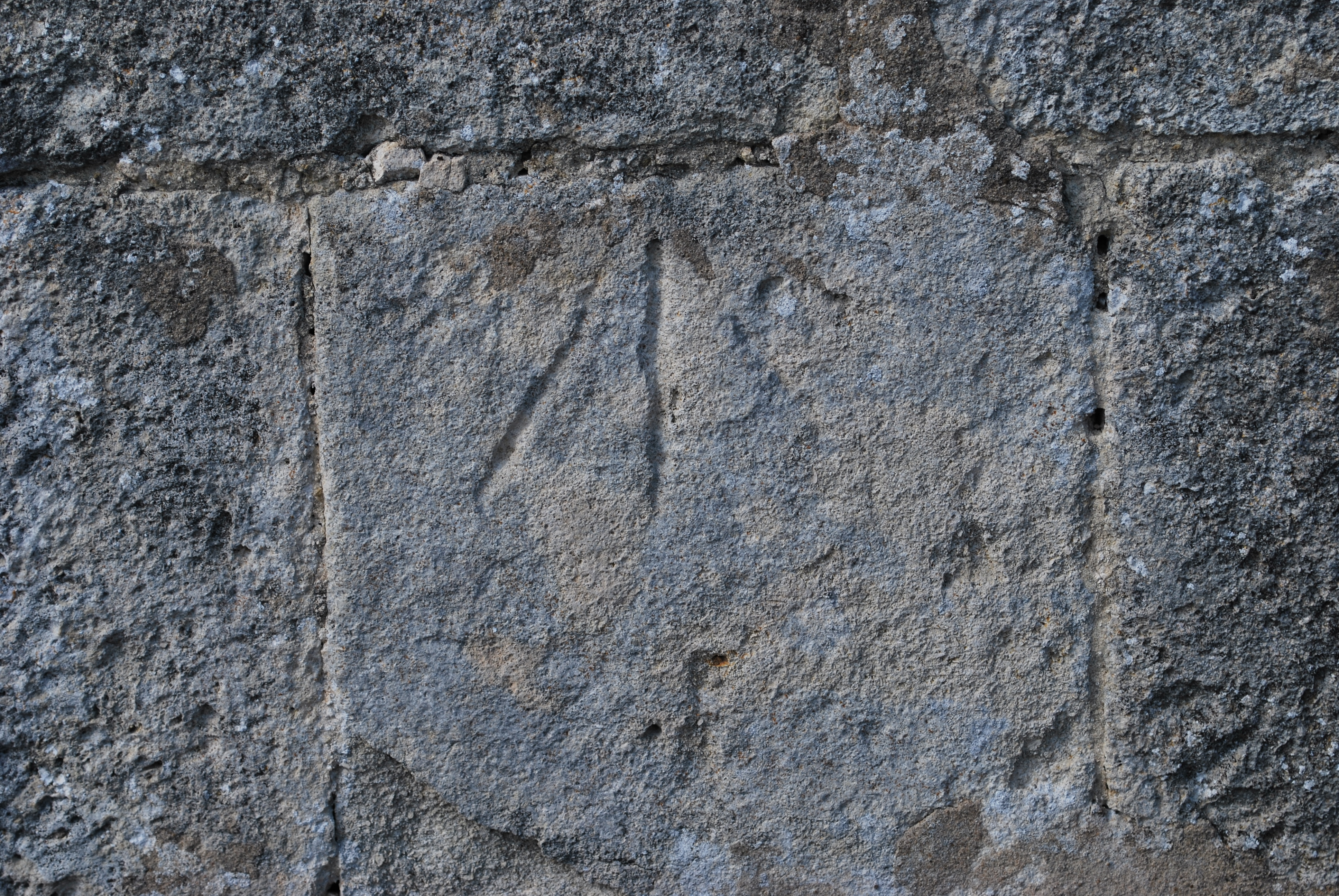
Cadran A
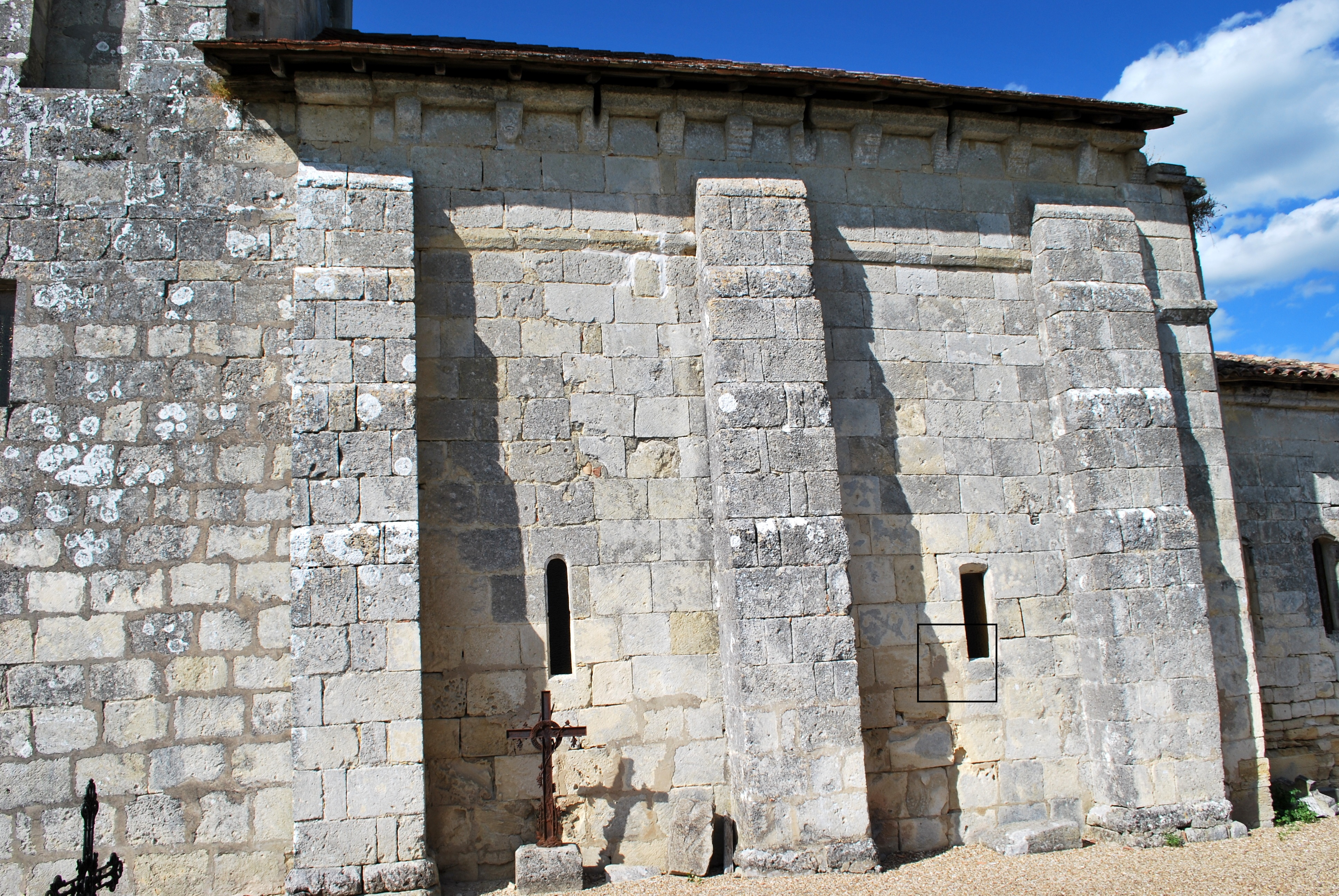
Emplacement cadran B
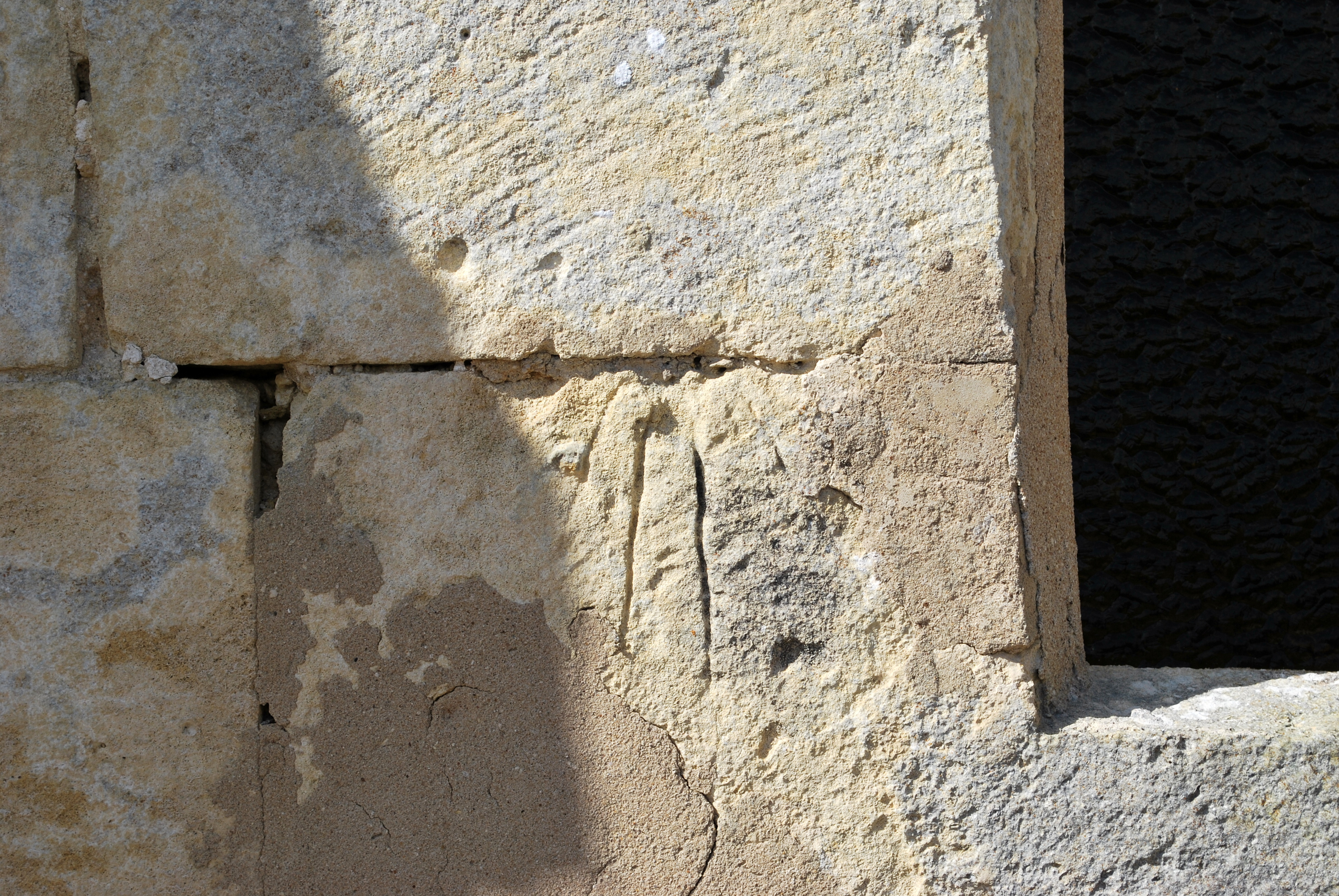
Cadran B

## L'intérieur
| - La nef vers l'est. |

| - La nef vers l'ouest. |

| - Le sanctuaire. |

Chaque côté de la nef présente trois arcades à deux voussures en retrait à plein-cintre, dont les archivoltes portent quelques traces de dents de scie. Des trois travées qui la composent, la première a une voûte hémisphérique ou coupole, qui supporte le clocher. Une arcade plein-cintre la sépare des suivantes, dont la voûte ogivale en pierre est renforcée par trois arc doubleaux de même style.
La nef reçoit le jour par l’oculus à l'est et par des fenêtres ogivales pratiquées au flanc sud.
Le mur qui sépare la nef de l'abside est garni de deux arcs plein-cintre superposés, retombant sur des colonnettes, dont deux supportent les chapiteaux. Les colonnettes centrales n'ont qu'un tailloir uni.
L'abside, voûtée en cul-de-four, est divisée en sept parties égales par autant d'arcades appliquées, semi-circulaires, qui retombent sur des colonnes modernes.
Les trois chapiteaux romans du sanctuaire sont décorés avec des feuillages ou entrelacs.
|  |

Les deux chapiteaux du rez-de-chaussée du clocher, à l'entrée de la nef, sont historiés et les deux chapiteaux de l'arc triomphal sont également sculptés.

### L'entrée de la nef
- La représentation sur le chapiteau nord est une classique leçon de moralité et de mise en garde contre le pécheur qui fréquente des êtres maléfiques.

|  |

Sur la petite face orientale deux oiseaux superposés picorent un fruit (pigne) qui est sculpté sur l'angle de la corbeille et sur la face occidentale, un lion androcéphale à queue redressée, style héraldique, avec sa tête sur l'angle de la corbeille. Trois de ses pattes agrippent l'astragale et les griffes de la quatrième s'enferment autour d'un fruit sphérique.
Ce fruit est également posé sur la patte d'un dragon qui suce sa queue sur la face principale de la corbeille. Au centre de la face principale, un personnage en tunique courte, qui est partiellement à genoux, étend ses bras vers les créatures démoniaques.
|  |

- Sur le chapiteau sud on trouve deux couples de créatures androcéphales avec queues rentées, redressées et sexualisées.

Le couple sur l'angle oriental, qui semble porter des cervelières, se tient mutuellement, les mains autour du cou. Ils sont des soldats amoureux, bestialisés en quadrupèdes.
Le couple de lions sur l'angle occidental est debout sur les pattes arrière, face-à-face, tête contre tête. Une queue sexualisée monte et s'entremêle avec celles des deux autres quadrupèdes.
Les cuisses des animaux se font remarquer par des croix taillées dans un cercle. La croix est le symbole le plus sacré du Christianisme. La représentation d'un animal, surtout un animal maléfique comme ici, portant sur sa peau le signe de la croix est forcément un sacrilège, car en adorant la croix on rend culte à la bête. L'agneau pascal porte la croix au bout de sa patte repliée, jamais sur son corps.
Dans la Gironde on trouve au moins cinq autres sculptures sur ce thème du tatouage sacrilège du corps animal : l'église Saint-Martin de Landiras, l'église Saint-Martin de Saint-Martin-de-Sescas (deux sculptures) et le prieuré de Saint-Macaire (deux sculptures).

### Arc triomphal
| - Arc triomphale |

| - Chapiteau nord - Chapiteau sud |

Les deux corbeilles des chapiteaux de l'arc triomphal sont sculptées avec un décor de feuillages.
Le tailloir du chapiteau sud est figuré sur le côté nord, visible principalement par le clergé qui officiait dans le sanctuaire. On voit un homme inverti, c'est-à-dire un homme nu, accroupi, vu de dos pour la partie inférieure de son corps, mais vu de face pour la tête et le buste. Cette représentation, assez répandue dans les églises romanes, était une mise en garde contre l'homosexualité et la luxure en général pour le clergé.
La face correspondante du tailloir du chapiteau nord porte des traces d'une autre personnage. La tête existe toujours, mais le corps a été martelé, qui peut suggérer que le sujet  déplaisait aux iconoclastes puritains (souvent les chapiteaux et modillons romans considérés comme «obscènes» ou « impudiques» sont martelés). On peut toujours distinguer les contours des bras et les jambes. Il est possible que le personnage soit une femme en position d'exhibitionnisme génital. Les deux sculptures rappelant aux clergé les vœux de célibat et de chasteté imposés par la réforme grégorienne de 1079. Pour plus de détails voir l'article Iconographie des modillons romans.

## Autour de l'église
- La cimetière entoure l'église et la croix se trouve à l'extrémité est.
- La croix de carrefour se trouve au pied du promontoire rocheuse, à l'intersection de la route départementale D130 et la route communale de Malengin.
- Le monument aux morts de l'ancienne commune de Parsac se trouve près de la croix de carrefour.

| - Croix de cimetière - Croix de carrefour - Monument aux morts |